# Rosa Crean
Rosa Crean (ur. 22 marca 1942) – brytyjska paraolimpijka pochodzenia greckiego. Zdobyła złoty medal dla Wielkiej Brytanii podczas Letnich Igrzyskach Paraolimpijskich w 1996 w bowls.

## Życiorys
Triandafilia Toprkopul urodziła się w Grecji. Podczas wojny domowej ojciec, który był policjantem został uwięziony w Albanii, a Triandafilię z matką i bratem wywieziono do Polski. Mieszkała w domu dziecka w Szczecinie do 1959 roku. Jako 17 latka wróciła do Grecji. Ponieważ tam nie mogła znaleźć źródła utrzymania, w 1966 roku wyjechała do pracy w fabryce w pakowania owoców i warzyw w Lincolnshire w Wielkiej Brytanii. Po potrąceniu przez pijanego kierowcę i 4 miesiącach śpiączki wróciła do Grecji. Wyjechała ponownie i wyszła za mąż za poznanego podczas pracy w fabryce Walijczyka. Zmieniła nie tylko nazwisko, ale też imię na Rosa Crean. Mieli dwoje dzieci: Julię i Philipa. Po wyjściu za mąż prowadziła sklep z porcelaną.
Jako dziecko chorowała na infekcję ucha, co spowodowało uszkodzenie słuchu. Genetyczna wada spowodowała uszkodzenie wzroku. Gry w bowls zaczęła się uczyć na początku lat 90. XX wieku. W 1996 roku wzięła udział w Letnich Igrzyskach Paraolimpijskich i zdobyła złoty medal w grze pojedynczej kobiet dla Wielkiej Brytanii. Medale zdobywała również starując w zawodach krajowych.